# Gianfranco De Bosio
Gianfranco De Bosio (* 16. September 1924 in Verona; † 2. Mai 2022 in Mailand) war ein italienischer Film- und Theaterregisseur sowie Drehbuchautor.

## Leben
De Bosio interessierte sich schon zu Schulzeiten für Theaterregie und führte ab 1949 Regie bei verschiedenen Stücken, die in einem kleinen Theater seiner Heimatstadt, dem Ruzante, aufgeführt wurden. Schon im Jahr darauf inszenierte er erstmals eine Oper; für diese Arbeiten wurde er weithin bekannt, so inszenierte er 1986 etwa an der Wiener Staatsoper Giuseppe Verdis Un ballo in maschera mit Luciano Pavarotti unter der Leitung von Claudio Abbado. In unregelmäßigen Abständen war er auch ab 1963 als Filmregisseur tätig, dabei war sein größter Erfolg die Miniserie Moses.

## Filmografie (Auswahl)
- 1963: Il terrorista
- 1971: La Betìa ovvero in amore per ogni gaudenza ci vuole sofferenza
- 1974: Moses (Mosè) (Fernseh-Miniserie)
- 1976: Tosca
- 1982: Delittio di stato (Fernseh-Miniserie)
- 1985: Elisabetta, regina d’Inghilterra
- 1986: Venezia salvata o la congiura tradita
- 1986: Un ballo in maschera
- 1998: Carmen